# 搶錢大作戰
《搶錢大作戰》（英語：Boiler Room）是一部2000年美國犯罪劇情片，由本·杨格尔執導兼編劇，喬凡尼·瑞比西、馮·迪索、妮雅·隆、尼基·凱特、斯科特·凯恩以及班·艾佛列克。
電影是在編劇杨格尔面試經紀公司時所構思，他表示：「我走進去，立刻意識到『這就是我的電影。』我的意思是，你看到這些孩子，就知道發生了什麼事。」
《搶錢大作戰》2000年2月18日在美國上映，口碑正面，並入圍了諸多獎項。

## 剧情
19岁的少年赛斯·戴维斯試圖達到父親的高度，在郊區投資公司找到了一份經紀人的工作，這使他走上了成功的捷徑。但這份工作可能不像原先看起來那麼合法。

## 演員
- 喬凡尼·瑞比西飾演賽斯·戴維斯（Seth Davis）
- 馮·迪索飾演克里斯·瓦里克（Chris Varick）
- 妮雅·隆飾演艾比·哈爾伯特（Abbie Halpert）
- 尼基·凱特飾演格雷格·溫斯坦（Greg Weinstein）
- 斯科特·凯恩飾演瑞奇·奧弗萊厄蒂（Richie O'Flaherty）
- 羅恩·里夫金（英语：Ron Rifkin）飾演馬蒂·戴維斯法官（Judge Marty Davis）
- 傑米·肯尼迪飾演亞當（Adam）
- 泰勒·尼科斯飾演哈里·雷納德（Harry Reynard）
- 比爾·塞奇飾演德魯探員（Agent Drew）
- 湯姆·埃弗瑞特·斯科特飾演麥可·布蘭特利（Michael Brantley）
- 班·艾佛列克飾演吉姆·楊（Jim Young）

## 外部連結
- 互联网电影数据库（IMDb）上《搶錢大作戰》的资料（英文）
- 豆瓣电影上《搶錢大作戰》的資料 （简体中文）
- Box Office Mojo上《搶錢大作戰》的資料（英文）